# Мобильный платёж
Моби́льный платёж — операция с денежными средствами, осуществлённая с помощью устройства мобильной телекоммуникационной сети. В мобильной коммерции — беспроводной электронный платёж, работающий с кассовыми терминалами или пунктами оказания услуг и поддерживающий мобильные телефоны, смартфоны, КПК, мобильные терминалы.

## Мобильная коммерция
Мобильная коммерция — общее название для различных коммерческих сервисов (кроме услуг связи), использующих мобильный телефон в качестве основного интерфейса пользователя. Процесс осуществляется с помощью карманных компьютеров или smart-фонов через удаленное (Интернет, GPRS и т. д.) соединение. Мобильная коммерция, как правило, представляет собой программно-аппаратное решение по автоматизации процессов взаимодействия с удаленными пользователями.

## Система мобильных платежей
Система мобильных платежей (wireless-based payment system) — система мобильной коммерции, обрабатывающая операции электронной коммерции с поддержкой инфраструктуры беспроводных сетей и беспроводного Интернета. В отличие от систем интернет-платежей, использующих инфраструктуру сети Интернет и WWW, беспроводные платёжные системы обрабатывают запросы от мобильных устройств и привязанных к определённому месту терминалов. Эти системы объединяют следующие особенности:
- Возможность оплаты с помощью мобильного устройства.
- Возможности обработки транзакций POS-терминалов, точек обслуживания, географически привязанных транзакций.
- Безопасные протоколы беспроводных платежей.

В мобильном платеже могут быть задействованы несколько сторон:
- покупатель или потребитель, владеющий мобильным устройством, и оплачивающий товары и услуги;
- продавец или поставщик (физическое лицо или организация)
- доверенная третья сторона, осуществляющая аутентификация и авторизацию транзакций. Примеры: банк, оператор сотовой связи, оператор кредитных карт
- поставщик услуг по мобильным платежам. Отвечает за проведение операций.

Сейчас существует несколько популярных путей осуществления мобильных платежей:
- Мобильная коммерция
- Оплата посредством отправки Premium SMS
- Near Field Communication (NFC)

### Требования к мобильным платежам
К основным требования можно отнести:
- Удобство и простота в любом месте и в любое время.
- Скорость и эффективность. Мобильный платёж призван ускорять оплату.
- Безопасность. Платёж должен защищать все вовлечённые стороны от несанкционированных действий.
- Платежи должны приниматься в большом количестве точек или повсеместно.

## Технология NFC
Для использования сервиса NFC необходим встроенный в смартфон специальный модуль (как в бесконтактной смарт-карте). В установленном на смартфоне приложении банка или платёжной системы предварительно нужно выбрать (добавить) платёжную карту. Смартфон устанавливает соединение с платежным терминалом, который считывает необходимую информацию. В результате соединения со счета абонента списывается стоимость услуги.
В начале XXI века российские операторы «Билайн» и МТС активно развивали сервисы на базе технологии NFC, включая проездные билеты, карты лояльности, пропуска, билеты на культурно‑массовые мероприятия, посадочные талоны на самолет и даже электронно-цифровую подпись.
Преимущества оплаты с помощью NFC:
- Возможность совершения покупок в магазинах, оплаты счетов коммунальных услуг, платного телевидения;
- Замена наличного расчета на безналичный, в сферах, где ранее это было невозможно (например, оплата проезда в общественном транспорте).

## История
Первый мобильный платёж был осуществлён в 1997 году жителями Хельсинки, когда на улицах города были установлены два автомата компании Кока-Кола по продаже напитков с помощью SMS.
В 1998 году финский сотовый оператор Radionlinja запускает коммерческий сервис по продаже рингтонов. Покупка осуществляется с помощью мобильного телефона.
В 1999 году компанией Smart на Филиппинах запускается национальная платформа мобильных платежей Smart Money.
В том же году абоненты France Telecom могут осуществлять покупки по мобильному телефону.
В ноябре 1999 года компания Millicom International Cellular объявила о выпуске устройства GiSMo, позволяющего производить безопасные платежи в Интернете с помощью мобильного телефона. Покупатель предоставляет номер своего мобильного телефона продавцу, который, используя выделенный канал в Интернет, передает полученный номер в операционный центр GiSMo, где на основании полученных данных формируется персональный идентификационный код. Этот код передается и на мобильный телефон покупателя. Покупатель должен предоставить продавцу полученный код для сверки. Счета ежемесячно высылаются клиентам по почте.
В России большой вклад в развитие данного направления внес «ВымпелКом». На сегодняшний день его платежная система RuRu является успешно развивающейся. Ежемесячно прирост платежей и уникальных пользователей мобильной коммерции составляет 10 %. Менее чем за год через систему было сделано 5 млн платежей за услуги мобильной связи.

## Список популярных товаров и услуг, оплачиваемых через мобильный телефон
- Музыка, видео, рингтоны, обои для телефонов, подписка на онлайн игры и другие цифровые товары;
- Платный доступ к сайтам;
- Оплата пассажирского транспорта (автобус, метро, поезд);
- Покупка книг, журналов, билетов на концерты и в кино;
- Оплата сотовой связи;
- Денежные переводы.

## Мобильные платежи в России
Количество услуг, которые можно оплатить с мобильного телефона, увеличивается, они становятся более разнообразны. Сейчас[когда?] они осуществляются, в основном, с помощью премиальных SMS.
Развитию рынка мешает ряд требований законодательства, например закон о «легализации». Проблема заключается в том, что подобные микроплатежи не вполне соответствуют существующим нормам закона. Оплата сотовой связи в данном случае заменяет оплату товаров или услуг. Следовательно, операция может называться «мнимой сделкой», так как её правовая форма не соответствует содержанию.